# Unai Medina
Unai Medina Pérez, né le 16 février 1990 à Bilbao, est un footballeur espagnol évoluant au poste d'arrière droit à l'UD Logroñés.

## Biographie
Né à Bilbao, Medina est formé pendant neuf ans à l'Athletic Bilbao et entame sa carrière dans les équipes réserves du club basque. Il rejoint le Barakaldo CF en 2012 et y réalise une saison satisfaisante en marquant cinq buts en 32 matchs.
Ses performances attirent l'œil du Deportivo Alavés, club évoluant en Segunda División, qui le signe en 2013. Il dispute son premier match le 13 août 2013 face au Girona FC lors d'une défaite 1-0 en championnat. Medina passe deux saisons réussies au club qui confirment son adaptation rapide à un niveau plus élevé.
Medina rejoint le CD Numancia en juin 2015. Dès sa première saison, il obtient très vite une place de titulaire en commençant 38 rencontres de championnat. L'arrière droit inscrit son premier but le 30 avril 2016 contre l'UD Almería. Il reste quatre saisons à Numancia ou il dispute 121 matchs pour cinq buts.
En juillet 2019, Medina signe au Sporting de Gijón. 
Le 15 septembre 2020, Medina rejoint l'UD Logroñés pour deux saisons, club tout juste promu en Segunda División.